# Rusalotjka (film fra 1976)
|  | For den sovjetiske animationsfilm af samme navn, se Rusalotjka (film fra 1968) |
Rusalotjka (russisk: Русалочка) er en sovjetisk-bulgarsk spillefilm fra 1976 instrueret af Vladimir Bytjkov. Filmen er baseret på H.C. Andersens eventyr Den lille Havfrue.

## Handling
Filmen åbner med en scene med rejsende i en diligence. En ung kvinde (Viktoria Novikova) med sin guvernante (Galina Volchek), et nygift par (Galina Artjomova og Jurij Senkevitj), en beruset herre (Mikhail Pugovkin) og en historiefortæller, formentlig H.C. Andersen selv (Valentin Nikulin). Guvernanten irettesætter den unge kvinde for at se med interesse og forlegenhed på den smukke gifte kvindeammerat. Historiefortælleren beslutter sig for at underholde den unge kvinde med en historie om "hvad der skete med hende, med ham, med dem alle, for kun meget, meget lang tid siden." Historiefortælleren antyder, at hans unge kvinde er hovedpersonen i historien.
Filmen følger herefter H.C. Andersens eventyr. Et skib med en prins sejler på havet, og den lille havfrue kommer op af havet og ser beundrende på prinsen. Flere havfruer kommer til og forsøger at lokke sømændene i afgrunden. Skibet forliser og alle drukner, undtagen Prinsen, som bliver reddet af den lille havfrue og båret i land. Hun tager sig af ham til om morgenen, men han vågner ikke. En prinsesse rider forbi, og Den lille havfrue gemmer sig i vandet. En af hofdamerne genkender prinsen, Antoine af Sankt Gotthard, han er den bedste brudgom i Normandiet, en rig arving, der allerede har forladt tre brude. Prinsessen beordrer tjenerne til at tage den bevidstløse prins med sig . Da Antoine vågner og ser prinsessen, tror han, at det er prinsessen, der har reddet ham.
Den lille havfrue svømmer mod slottets voldgrav og venter på prinsen der. Næste morgen mødes Den lille havfrue med den omvandrende digter Sulpitius. Han vil gerne hjælpe Den lille havfrue og prinsen, og han henvender sig til ejeren af heksekroen for at få råd. Heksen går med til at give Den lille havfrue ben i stedet for en hale og et menneskehjerte i bytte for Den lille havfrues usædvanlige blå hår. Heksen advarer Den lille havfrue om at opgive sit liv som havfrue, og at hendes hjerte vil knuses og hun vil dø, hvis prinsen gifter sig med en anden. Den lille havfrue ønsker sig alligevel sine ben og sit menneskehjerte. Men Sulpitius minder heksen om, at ikke alt er håbløst - hvis nogen giver deres liv for den lille havfrue, vil hun leve evigt, som i en drøm.
I mellemtiden har prinsessen allerede overbevist prinsen om, at det var hende, der reddede ham. Den Lille Havfrue bliver tilfangetaget af inkvisitionen, der vil brænde havfruen på bålet, men Antoine og Sulpitius griber ind. Prinsessen beordrer imidlertid at sætte hende i et fangehul. Ballet begynder om aftenen.
Ved baltet viser det sig, at prins Adalbert er kommet for at bejle til prinsessen. Prinsessen vil ikke tabe hverken Antoine eller Adalbert af syne – en hofdame kommer hen til dem begge og medeler dem hver især, at prinsessen favoriserer ham, og hofdamrne giver begge prinser en medaljon med et portræt af prinsessen. Sulpitius hjælper igen Den Lille Havfrue – han finder på, at hun er en adelsdame, der rejser inkognito. Hun inviteres til ballet, prinsessen kunne lide den forklædte havfrue og indrømmer endda over for hende, at hun er plaget af sit bedrag. Antoine og Adalbert venter på turneringen for prinsessens gunst. Sulpitius ved ikke, hvad han skal gøre, for i ethvert scenarie i turneringen vil Den Lille Havfrue dø af sorg. Heksen tilbyder at give den lille havfrue en kærlighedsdrik for at få hende til at blive forelsket i Sulpitius, men han nægter i vrede. Han forsøger at overtale Antoine til at ombestemme sig og glemme prinsessen, men han lytter ikke. Antoine føler, at han vil dø i turneringen. Han betror sine følelser for prinsessen til Den Lille Havfrue. Han besejrer Adalbert, men indser, at modstanderen også havde prinsessemedaljonen. Adalbert drager fordel af Antoines forvirring og giver ham et fatalt slag bagfra, men Adalberts ureglementere slag bringer ham ikke sejren.
Heksen genopliver Antoine, da hun ser den lille havfrues sorg. For hende er han dog fortabt for altid - trods bedraget med medaljonerne gifter han sig med prinsessen, fordi han mener, at hun reddede ham efter forliset. Brylluppet er den sidste nat for Den Lille Havfrue på jorden. Hun har det sjovt, selvom hun ved, at hun er bestemt til at dø. Hun har ikke fortrudt.
Næste morgen bliver Antoine blokeret af en ukendt person med en komikers maske. Han udfordrer prinsen til kamp og gennemborer sig selv med sin modstanders sværd. Antoine tager masken af den fremmede og indser, at det er Sulpitius. Han afslører sandheden for Antoine: Prinsen overså hans drøm. Hun er en havfrue. Efter Sulpitius' ofring vil hun leve på jorden for evigt, men prinsen vil aldrig se hende igen.
Prinsen ser billedet af den lille havfrue overalt. Han løber efter hende, men hun bevæger sig længere og længere væk fra ham og opløses i den blå luft ...

## Medvirkende
- Viktorija Novikova
- Valentin Nikulin som Sulpitius og Hans Christian Andersen
- Jurij Senkevitj
- Galina Voltjek
- Galina Artjomova